# Flughafen Castres-Mazamet

i7
i11
i13
Der Flughafen Castres-Mazamet (Aéroport de Castres-Mazamet, IATA-Code: DCM, ICAO-Code: LFCK) liegt im französischen Département Tarn. Er ist von 06:00 – 22:00 h geöffnet.

## Zwischenfälle
- Am 23. November 1984 kollidierte eine Transall C-160NG der Französischen Luftstreitkräfte (Luftfahrzeugkennzeichen FrAF 209/64-GI) mit einer Transall C-160F (FrAF 156/61-ZV) in der Nähe von Castres. Beide Maschinen waren auf dem Militärflugplatz Toulouse-Francazal gestartet. Beim Absturz der beiden Flugzeuge kamen alle 13 Besatzungsangehörigen ums Leben, vier in der C-160NG und neun in der C-160F.[2][3]